# Virgin MVR-02
De Virgin MVR-02 is een Formule 1-auto, die in 2011 wordt gebruikt door het Formule 1-team van Virgin.

## Onthulling
De MVR-02 werd op 7 februari 2011 onthuld in het BBC Television Centre in Londen.
Red Bull RB7 ·
McLaren MP4-26 ·
Ferrari 150° Italia ·
Mercedes MGP W02 ·
Renault R31 ·
Williams FW33 ·
Force India VJM04 ·
Sauber C30 ·
Toro Rosso STR6 ·
Lotus T128 ·
HRT F111 ·
Virgin MVR-02